# Éric Catinot
Pas d'image ? Cliquez ici

a Compétitions nationales et continentales officielles uniquement.

Dernière mise à jour le 5 septembre 2018.
Éric Catinot, né le 28 janvier 1964, est un joueur et entraîneur français de rugby à XV.

## Biographie
Après une carrière de joueur, au poste d'ouvreur ou d'arrière, Éric entame une carrière d'entraîneur, avec un passage de cinq saisons à l'US Oyonnax (de 2002 à 2007), puis au CS Bourgoin-Jallieu (de 2007 à janvier 2011) puis au RC Chalon (de 2011 à février 2016).
Après sa carrière d'entraîneur, il se reconvertit et reprend un restaurant avec son épouse, le 1900'Ain, place Joubert à Pont-de-Vaux.

## Carrière d'entraîneur
| Saison      | Équipe              | Division   | Poste             | Classement                                                                             | Coupe d'Europe   | Challenge Européen         |
| ----------- | ------------------- | ---------- | ----------------- | -------------------------------------------------------------------------------------- | ---------------- | -------------------------- |
| 2002 - 2003 | US Oyonnax          | Fédérale 1 | Entraîneur        | Promu en PRO D2                                                                        | -                | -                          |
| 2003 - 2004 | US Oyonnax          | PRO D2     | Entraîneur        | 6e                                                                                     | -                | -                          |
| 2004 - 2005 | US Oyonnax          | PRO D2     | Entraîneur        | 11e                                                                                    | -                | -                          |
| 2005 - 2006 | US Oyonnax          | PRO D2     | Entraîneur        | 9e                                                                                     | -                | -                          |
| 2006 - 2007 | US Oyonnax          | PRO D2     | Entraîneur        | 7e                                                                                     | -                | -                          |
| 2007 - 2008 | CS Bourgoin-Jallieu | Top 14     | Arrières          | 10e                                                                                    | Éliminé en poule | -                          |
| 2008 - 2009 | CS Bourgoin-Jallieu | Top 14     | Directeur sportif | 11e                                                                                    | -                | Défaite en finale          |
| 2009 - 2010 | CS Bourgoin-Jallieu | Top 14     | Directeur sportif | 11e                                                                                    | -                | Éliminé en quart-de-finale |
| 2011 - 2012 | RC Chalon           | Fédérale 2 | Entraîneur        | Promu en Fédérale 1                                                                    | -                | -                          |
| 2012 - 2013 | RC Chalon           | Fédérale 1 | Entraîneur        | 6e poule 1                                                                             | -                | -                          |
| 2013 - 2014 | RC Chalon           | Fédérale 1 | Entraîneur        | 8e poule 2                                                                             | -                | -                          |
| 2014 - 2015 | RC Chalon           | Fédérale 1 | Entraîneur        | 6e poule 2                                                                             | -                | -                          |
| 2015 - 2016 | RC Chalon           | Fédérale 1 | Entraîneur        | 4e (poule 1) puis le club chalonnais est mis en liquidation judiciaire en février 2016 | -                | -                          |

Depuis 2019 il est entraineur et manager général du Club olympique Creusot Bourgogne